# The Night Before
Pistes de Help!
Help! You've Got to Hide Your Love Away
The Night Before est une chanson du groupe britannique The Beatles, composée par Paul McCartney, bien que créditée Lennon/McCartney. Il s'agit d'une chanson évoquant les regrets d'un amour perdu, thème également évoqué par McCartney dans une autre chanson de l'album, Yesterday. Chanson pop rock au tempo rapide, elle introduit un instrument jusque-là inhabituel dans les compositions du groupe, le piano électrique.
Elle est enregistrée le 17 février 1965 dans les studios EMI (Abbey Road) de Londres et paraît le 6 août 1965 sur l'album Help!. Elle apparaît également dans le film du même nom et a fait l'objet de quelques reprises peu notoires.

## Genèse
The Night Before est composée, comme toutes les chansons du film Help!, alors que le scénario n'est pas encore terminé. Elle n'a donc aucun rapport, de près ou de loin, avec l'intrigue. La chanson est l'œuvre de Paul McCartney. Il s'agit d'une chanson sur un homme éconduit par sa compagne et qui exprime des regrets au souvenir de la nuit précédente. À la sortie de la chanson, John Lennon, souvent très critique, déclare que c'est du bon travail.

The Night Before est composée par McCartney pour la bande originale du film Help!.

Sur le sens des paroles, le musicologue Allan Pollack fait le rapprochement entre cette chanson et une autre composition de McCartney à la même époque : Yesterday. Tandis que dans cette dernière, le chanteur est résigné et désespéré par ce qui lui arrive, The Night Before conserve un espoir de réconciliation.

## Enregistrement
The Night Before est enregistrée le 17 février 1965 en deux prises, dans l'après-midi. L'enregistrement est marqué par l'arrivée d'un nouvel instrument au nombre de ceux utilisés par les Beatles, un piano électrique derrière lequel s'installe John Lennon. Le chant principal de McCartney est par ailleurs doublé, comme c'est souvent le cas à cette période pour le groupe. Il est accompagné durant les couplets par Lennon et Harrison aux chœurs, qui répondent aux phrases de McCartney sur le bonheur passé avec sa compagne un nostalgique « Ahhhh, the night before ! » (« Ahhhh, la nuit précédente ! »).
Aux deux premiers couplets succèdent un pont (« Last night is a night I will remember you by/When I think of things we did, it makes me wanna cry », « La nuit dernière est une nuit grâce à laquelle je me souviendrai de toi,/Quand je pense à ce qu'on a fait, ça me donne envie de pleurer »), puis deux nouveaux couplets auxquels succèdent un court solo de guitare et le retour au pont. Vient ensuite un dernier pont. La chanson est composée en ré majeur.
Le mixage mono est réalisé le lendemain par George Martin et Norman Smith. Le mixage stéréo se fait le 23 février en l'absence de George Martin.

### Interprètes
- Paul McCartney : chant, basse, guitare solo
- John Lennon : chœurs, piano électrique
- George Harrison : chœurs, guitare
- Ringo Starr : batterie, percussions

### Équipe technique
- George Martin : producteur
- Norman Smith : ingénieur du son
- Ken Scott : ingénieur du son
- Malcolm Davies : ingénieur du son

## Parution et reprises
The Night Before est publiée au Royaume-Uni sur l'album Help!, en deuxième position de la face A, le 6 août 1965. Aux États-Unis, elle paraît sur le même album, bien que celui-ci propose des chansons différentes. La chanson apparaît également dans le film du même nom, dans une scène durant laquelle les Beatles l'interprètent sur le terrain militaire de Salisbury Plain, encerclés par l'armée. La scène a été tournée trois semaines après l'enregistrement de la chanson.
Le 26 mai 1965, les Beatles l'enregistrent, dans les studios de la BBC, pour une diffusion le 7 juin à l'émission The Beatles (Invite You To Take A Ticket To Ride). C'est une des rares chansons enregistrées à la BBC qui ne sera pas publiée sur disque par Apple Records.
La chanson a fait l'objet de quelques reprises assez peu notables : deux versions orchestrales ont été réalisées en 1965 dont une par George Martin. Le chanteur de jazz Herbie Mann l'a également reprise l'année suivante.

### Publication en France
La chanson arrive en France en septembre 1965 sur la face B d'un 45 tours EP (« super 45 tours ») sous-titré Chansons du film Help! ; elle est accompagnée  de You're Going to Lose that Girl. Sur la face A figurent Another Girl et I Need You.
Elle est publiée à nouveau en février 1966 sur la face A d'un 45 tours EP ; elle est accompagnée  de Yesterday. Sur la face B figurent Act Naturally  et It's Only Love. La photo a été prise dans la plaine  Salisbury lors tournage du film Help! pour la scène où le groupe, protégé par l'armée, mime la chanson I Need You.